# Azhabel P. Bell
Azhabel Pilkington Bell (también escrito como Asahel Pilkington Bell y abreviado A. P. Bell) (fl. ca. 1840 - 1900) fue un ingeniero británico nacido en Liverpool, Inglaterra que ayudó a Lewis Jones con las obras del Ferrocarril Central del Chubut, compañía en donde fue gerente.

## Biografía

### Ferrocarril Central del Chubut

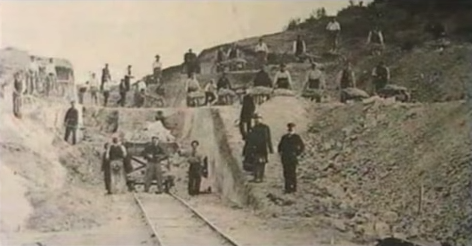
Construcción del ferrocarril hacia 1887.

El 28 de julio de 1886, llegó a Puerto Madryn en el Velero Vesta, junto con 500 obreros para comenzar las obras del ferrocarril entre Trelew y Puerto Madryn bajo la dirección de Bell. Al mismo tiempo mandó diversos contingentes en dirección oeste y noroeste para explorar la zona. En 1899, en un terreno que él había donado, se construyó la Capilla Tabernacl.
Bell ayudó a Jones con la compañía de ferrocarril por las buenas relaciones que tenía el primero con capitalistas de Liverpool.

### Expediciones a los Andes
Fue uno de los primeros colonos que tuvieron la idea de la colonización de los valles precordilleranos de los Andes. Para eso, en 1887, organizó una expedición y envió hombres que crearon el asentamiento de Fofo Cahuel con materiales y ganado. Luego adquirió 300 leguas, con las que formó la Compañía de Tierras del Sud con la que inició la venta de animales hacia Chile. El propósito de la expedición fue hecer realidad uno de sus sueños que era unir con el ferrocarril los océanos Atlántico y Pacífico.
Lewis Jones escribió sobre Bell y sus proyectos:

La primera intención de A. P. Bell, director del Ferrocarril, era establecer al contingente del Vesta en Kel-Kein (actual Valle de los Mártires), después de terminados los trabajos, ayudándoles a instalarse con hacienda. Pero todos estos proyectos se derrumbaron cuando se formó la Compañía de Tierras del Sud.
La ola de prosperidad que alzó a la compañía del Ferrocarril, alzó también a esta nueva compañía, pero no tardó mucho en venir la resaca que quebró al English Bank of River Plate, cesando así los fondos. Aquella compañía había hecho un establecimiento palaciego en Maquinchao y otro gran edificio en Trelew para alojar a los inmigrantes, ya que se consideraba en el proyecto la entrada de una gran cantidad de ellos. Se habían colocado 20.000 cabezas de vacunos y caballares en Fo-Fo-Cawel y 50.000 ovinos en otros lados (...) Esta compañía está en decadencia ahora.

En 1888, Bell acompañó a Luis Jorge Fontana, John Daniel Evans y Llwyd ap Iwan en la segunda exploración del territorio del Chubut, en donde se descubrió el Valle 16 de Octubre. Al año siguiente, Bell junto con Carlos V. Burmeister regresó a la zona cordillerana, llegando hasta Tecka, el lago General Vintter/Palena y Carrenleufú o Corcovado, donde encontraron los últimos lanceros indígenas en rebeldía.